# Diversisporaceae
Diversisporaceae är en familj av svampar. Diversisporaceae ingår i ordningen Diversisporales, klassen Glomeromycetes, divisionen Glomeromycota och riket svampar.
|                  | Acaulosporaceae                |
|                  |                                |
| Diversisporaceae | \| \| Diversispora \| \| \| \| |
|                  | \| \| Diversispora \| \| \| \| |
|                  | Gigasporaceae                  |
|                  |                                |
|                  | Pacisporaceae                  |
|                  |                                |
|                  | Diversispora                   |
|                  |                                |

|  | Diversispora |
|  |              |